# كين أوكوياما
كين أوكوياما واسمه الحقيقي كيويوكي أوكوياما (باليابانية: 奥山清行) ، من مواليد 1959م، وهو مصمم سيارات وقطارات ، وهو ياباني الجنسية، ويعيش حالياً في إيطاليا وعمل مشرفاً لمشروع اينزو فيراري.